# Clan Sakuma

Lo stemma (mon) del clan Sakuma

Il clan Sakuma (佐久間氏?, Sakuma-shi) fu discendente della famiglia Miura della provincia di Sagami. Si stabilirono nella provincia di Owari al castello di Yamazaki e furono servitori del clan Oda. Il clan cessò di esistere nel 1638.

## Genealogia[1]
- Morishige (盛重; morto 1560) Servitore del clan Oda, morì nel 1560 nell'assedio di Marune.
- Nobumori (信盛; 1527?–1582) Servì Oda Nobunaga. Nel 1570 ebbe in carico la custodia del castello di Nagahama (Ōmi) e sconfisse il clan Sasaki. Assediò il tempio Ishiyama Hongan-ji per diversi anni. Caduto in disgrazia venne esiliato nel Monte Kōya dove morì.
- Morimasa (盛政; 1554–1583) Figlio di Morishige, servì Shibata Katsuie. Nel 1583 diede inizio alla battaglia di Shizugatake. Katsuie gli ordinò di ritirarsi ma lui disobbedì e venne travolto dall'arrivo delle armate di Hashiba Hideyoshi.
- Yasumasa (安政; 1555–1627) Dopo la sconfitta di Shizugatake si sottomise a Hideyoshi. Dopo Sekigahara (1600) ricevette un piccolo feudo nella provincia di Shinano.